# Вольница (альбом)
«Вольница» — двухдисковый концертный альбом группы «Калинов Мост», представляющий собой нарезку из 5 новосибирских концертов 1988—1989 годов, выпущенный фирмой Moroz Records в 1997 году. Многие песни того периода так и не были записаны в студии, в том числе «Полоняне», «Вымыты дождём волосы», «Сибирский марш». Студийные версии песен «Метельщик», «Пойдём со мной» и «Честное слово», посвящённая Джиму Моррисону, изданы только в юбилейном переиздании 2006 года от Real Records.

## Список композиций
Все песни написаны Дмитрием Ревякиным (кроме отмеченных).
| №                   | Название                                     | Время и место проведения            | Длительность |
| ------------------- | -------------------------------------------- | ----------------------------------- | ------------ |
| 1.                  | «Crazy» (музыка - «Калинов Мост»)            | ДК «Прогресс», 06.02.88             | 3:40         |
| 2.                  | «Вышло наоборот»                             | ДК им. Чкалова, 28.05.88            | 0:47         |
| 3.                  | «Метельщик»                                  | ДК им. Чкалова, 13.03.88            | 5:36         |
| 4.                  | «Тяжёлые медали»                             | Концертный зал филармонии, 20.01.89 | 1:13         |
| 5.                  | «Порог сорока»                               | ДУ ВАСХНИЛ, 14.02.88                | 7:45         |
| 6.                  | «Я хочу домой»                               | ДК им. Чкалова, 28.05.88            | 1:04         |
| 7.                  | «Вымыты дождём»                              | ДК им. Чкалова, 28.05.88            | 8:55         |
| 8.                  | «Сибирский марш» (музыка - «Калинов Мост»)   | ДК им. Чкалова, 13.03.88            | 5:10         |
| 9.                  | «Честное слово» (музыка - «Калинов Мост»)    | ДК им. Чкалова, 13.03.88            | 8:35         |
| 10.                 | «Полоняне»                                   | актовый зал НЭТИ, 13.02.88          | 4:26         |
| 11.                 | «Метельщик» (*)                              | студия SNC, 1988                    | 7:40         |
| 12.                 | «Честное слово» (*)(музыка - «Калинов Мост») | студия SNC, 1988                    | 8:54         |
| Общая длительность: | Общая длительность:                          | Общая длительность:                 | 1:03:45      |

| №                   | Название                                                       | Время и место проведения            | Длительность |
| ------------------- | -------------------------------------------------------------- | ----------------------------------- | ------------ |
| 1.                  | «Вступление» (музыка - «Калинов Мост»)                         | ДУ ВАСХНИЛ, 14.02.88                | 3:22         |
| 2.                  | «Спрячь лицо»                                                  | Концертный зал филармонии, 20.01.89 | 1:24         |
| 3.                  | «Ёк-макарек» (слова - Сергей Гневкин, музыка - «Калинов Мост») | ДК им. Чкалова, 13.03.88            | 8:28         |
| 4.                  | «Сентябрь»                                                     | актовый зал НЭТИ, 13.02.88          | 3:30         |
| 5.                  | «Ранним утром»                                                 | ДК им. Чкалова, 13.03.88            | 6:35         |
| 6.                  | «Пойдём со мной»                                               | ДК им. Чкалова, 13.03.88            | 6:01         |
| 7.                  | «Не придёт пора»                                               | ДК им. Чкалова, 28.05.88            | 1:54         |
| 8.                  | «Вольница»                                                     | ДК им. Чкалова, 13.03.88            | 13:46        |
| 9.                  | «Мы с тобой»                                                   | ДК им. Чкалова, 28.05.88            | 2:55         |
| 10.                 | «Останься здесь» (*)                                           |                                     | 9:05         |
| 11.                 | «Пойдём со мной» (*)                                           |                                     | 6:22         |
| Общая длительность: | Общая длительность:                                            | Общая длительность:                 | 1:03:22      |

(*) — студийные версии, изданы на переиздании 2006 года от Real Records

## Участники записи
- Дмитрий Ревякин — вокал, акустическая гитара
- Андрей Щенников — бас-гитара, бэк-вокал
- Виктор Чаплыгин — барабаны
- Василий Смоленцев — гитара
- Владимир Бугаец — гитара

## Дополнительные факты
- Песня «Останься здесь», записанная в 1988 году в студии SNC и вошедшая бонусом во второй диск, никогда более не исполнялась, а её инструментальная часть и соло Василия Смоленцева практически без изменений впоследствии вошли в песню «Увидеть себя» на альбоме Выворотень.